# اندیس کرومیت ۳۲۵۷
کرومیت ۳۲۵۷ یک اندیس فلزی است که در حوالی شهر نیریز استان فارس قرار دارد و مادهٔ معدنی موجود در آن، کرومیت است.سنگ میزبان این اندیس هارزبورژیت, گابرو است  